# Oskar Schmitz

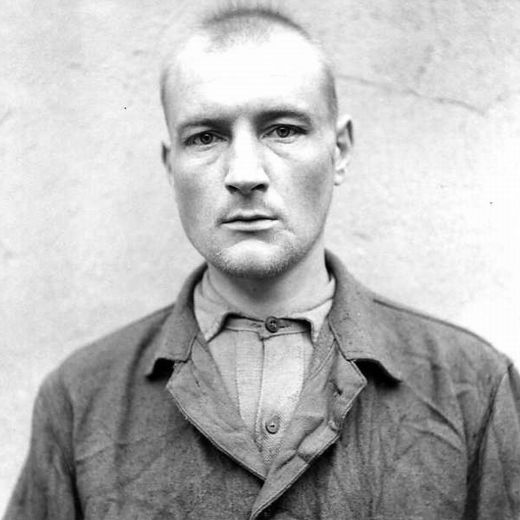
Oscar Schmitz im August 1945

Oskar Schmitz (* 23. Februar 1916 in Köln; † nach 1945) war als deutscher Funktionshäftling Lagerältester im Kasernenlager des KZ Bergen-Belsen.

## Leben
Schmitz absolvierte nach dem Ende seiner Schullaufbahn eine Ausbildung im Bereich Maschinenbau, die er im Mai 1934 abschloss. Da Schmitz sich zuvor in der kommunistischen Jugendbewegung engagiert hatte und keiner NS-Organisation angehörte, fand er nach Ausbildungsende keine Arbeitsstelle. Seinen Lebensunterhalt bestritt Schmitz schließlich mit Gelegenheitsarbeiten. Als er gestohlene Gegenstände in einem Pfandhaus versetzte, wurde Schmitz am 27. November 1934 festgenommen und nach seiner Verurteilung bis zum 3. Dezember 1935 inhaftiert. Nach der Besetzung des Rheinlandes wurde Schmitz zum Reichsarbeitsdienst eingezogen. Danach versuchte er auf einem Schiff im Hamburger Hafen anzuheuern. Von Oktober 1936 bis zum 4. August 1939 war Schmitz erneut inhaftiert, da er in Duisburg ein Auto gestohlen hatte und nach Hamburg gefahren war. Nach seiner Haftentlassung war Schmitz bei Daimler-Benz in Köln beschäftigt. Weil Schmitz nach Ausbruch des Zweiten Weltkrieges im Dezember 1939 zur Wehrmacht eingezogen werden sollte, setzte er sich nach Wien ab.
Am 26. Januar 1940 wurde Schmitz erneut festgenommen und durch einen Schutzhaftbefehl in die Emslandlager eingewiesen. Im März 1944 wurde er von dort zur Gestapo nach Wien überstellt und ins KZ Mauthausen eingeliefert. Ab Juni 1944 war er bei den Reichswerken Hermann Göring in Linz eingesetzt. Bei einem Bombenangriff auf die Reichswerke wurde Schmitz verwundet und ins Krankenhaus eingeliefert. Nach seiner Genesung wurde er wieder ins KZ Mauthausen verbracht. Von dort wurde er im November 1944 ins KZ Auschwitz überstellt und nach der Evakuierung dieses Lagers im Januar 1945 in das KZ Mittelbau. Ab März 1945 war Schmitz Kapo eines Arbeitskommandos des KZ Mittelbau in Tettenborn. Nachdem auch dieses Arbeitskommando am 5. April 1945 evakuiert worden war, gelangten die Häftlinge dieses Kommandos am Morgen des 10. April 1945 in das KZ Bergen-Belsen. Dort wurde er durch Angehörige der Lager-SS zum Lagerältesten des Kasernenlagers gemacht. Seine Aufgabe war unter anderem, festzustellen, welche Nationalitäten die Häftlinge in den einzelnen Blocks des Kasernenlagers hatten. Schmitz weigerte sich vor Übernahme des Lagers durch die britische Armee, mit den Wehrmachtstruppen das Lager zu verlassen, da er befürchtete, noch gegen Kriegsende in einen Kampfeinsatz zu geraten.
Am 16. April 1945 nach der Übernahme des Lagers durch die britische Armee wurde er mit zwei weiteren ehemaligen deutschen KZ-Häftlingen in deren Stube durch acht bis neun teils mit Stichwaffen ausgerüstete ukrainische KZ-Häftlinge überfallen. Schmitz wurde ebenso wie die beiden anderen Häftlinge gezwungen, seine KZ-Häftlingskleidung abzulegen. Nachdem er geschlagen worden war, flüchtete Schmitz durch das Fenster der Baracke und meldete den Vorfall einem britischen Posten. Der bis auf die Unterhose unbekleidete Schmitz wurde in einen Raum mit vier gefangenen SS-Leuten gebracht. Dort legte er eine herumliegende SS-Uniform an. Aufgrund von Verständigungsproblemen wurde Schmitz später von einer anderen Wache für einen SS-Mann gehalten und war unter anderen mit dem ehemaligen stellvertretenden Lagerkommandanten Franz Hössler in Celle inhaftiert. Gemeinsam mit anderen SS-Männern musste Schmitz am 21. April 1945 die auf dem Lagergelände herumliegenden Häftlingsleichen in Massengräbern beisetzen. Schmitz versuchte über den Arrestaufseher, ebenfalls ein ehemaliger Belsenhäftling, den Irrtum aufklären zu lassen, er sei ein SS-Mann gewesen. Der Arrestaufseher wandte sich an einen britischen Offizier, der versprach, sich um Schmitz’ Fall zu kümmern. Schmitz erkrankte jedoch kurz darauf an Typhus und wurde im Mai 1945 in ein Krankenhaus verlegt.
Am 19. Oktober 1945 wurde Schmitz im Rahmen des Bergen-Belsen-Prozesses vernommen und gab an, erst zu diesem Zeitpunkt den Irrtum aufklären zu können, ein SS-Mann gewesen zu sein. Schmitz wurde schließlich am 17. November 1945 im Bergen-Belsen-Prozess freigesprochen. Über seinen weiteren Lebensweg ist nichts bekannt.